# Axel Boute
Axel Boute est un acteur français né le 3 octobre 1992 à Nogent-sur-Marne.

## Filmographie

### Cinéma
- 2007 : Big City de Djamel Bensalah : Doug, le Fils du Barbier
- 2008 : LOL de Lisa Azuelos : Axel
- 2009 : Neuilly sa mère ! de Gabriel Julien-Laferrière : Picasso 3
- 2010 : Je vous aime très beaucoup de Philippe Locquet : Johnny
- 2014 : Qu'est-ce qu'on a fait au Bon Dieu ? de Philippe de Chauveron : le jeune blond en garde à vue
- 2015 : Bis de Dominique Farrugia
- 2016 : Ils sont partout d'Yvan Attal

### Télévision
- 2007 : J'ai pensé à vous tous les jours de Jérôme Foulon : Kevin
- 2009 : Sweet Dream de Jean-Philippe Amar et Gaëlle Royer : Enzo
- 2009 : L'Internat de Bruno Garcia, Christophe Douchand et Pascal Lahmani : Mathieu Rivière
- 2012 : Qu'est-ce qu'on va faire de toi ? de Jean-Daniel Verhaeghe : Bébert
- 2013 : Section de Recherches
- 2014 : Léo Mattéi, brigade des mineurs (épisode "Sous Pression") : Tony